# Wolgye-dong
Wolgye-dong là một dong, phường của Nowon-gu ở Seoul, Hàn Quốc.

## Liên kết
- Trang chính thức Nowon-gu bằng tiếng Anh Lưu trữ ngày 21 tháng 7 năm 2011 tại Wayback Machine
- Bản đồ của Nowon-gu Lưu trữ ngày 21 tháng 7 năm 2011 tại Wayback Machine
- (tiếng Hàn) Trang chính thức Nowon-gu Lưu trữ ngày 5 tháng 4 năm 2009 tại Wayback Machine
- (tiếng Hàn) Văn phòng dân cư Wolgye 1-dong Lưu trữ ngày 3 tháng 3 năm 2016 tại Wayback Machine